# Charles Leickert
Charles Henri Joseph Leickert (Brussel, 22 september 1816 — Mainz, 5 december 1907) was een Belgische kunstschilder, gespecialiseerd in Hollandse landschappen.
Leickert werd in Brussel geboren, zijn ouders waren er aan het Hof verbonden. Zijn vader Henri Leickert, afkomstig uit Silezië, was in 1816 "Premier Valet de Chambre de Sa Majesté le Roi des Pays-Bas", moeder Henriette Martilly was in Berlijn geboren.
Charles Leickert leerde tekenen bij de Academie van Beeldende Kunsten in Den Haag en schilderen van Bartholomeus Johannes van Hove, Wijnand Nuijen en Andreas Schelfhout. 
Hij specialiseerde zich in landschapsschilderkunst, in het bijzonder winterlandschappen, maar is ook bekend om zijn stads- en strandgezichten. Vanaf 1841 tot 1848 werkte en leefde Leickert in Den Haag en van 1849 tot 1883 in Amsterdam. In 1856 werd hij lid van de Koninklijke Academie te Amsterdam. Op eenenzeventigjarige leeftijd verhuisde hij naar Mainz, in Duitsland, waar hij in 1907 overleed.

## Werken

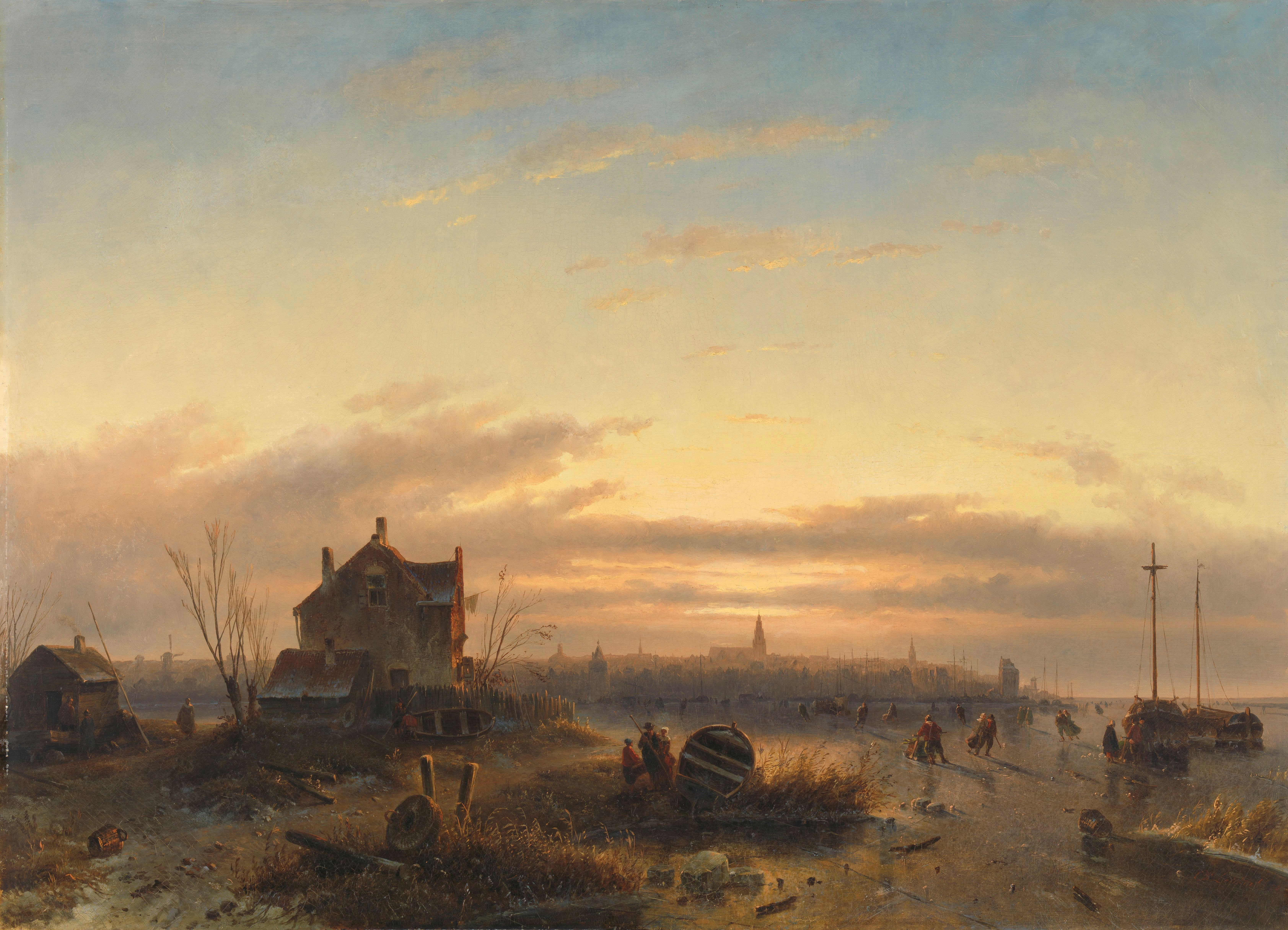
Winter op het IJ bij Amsterdam, 1850
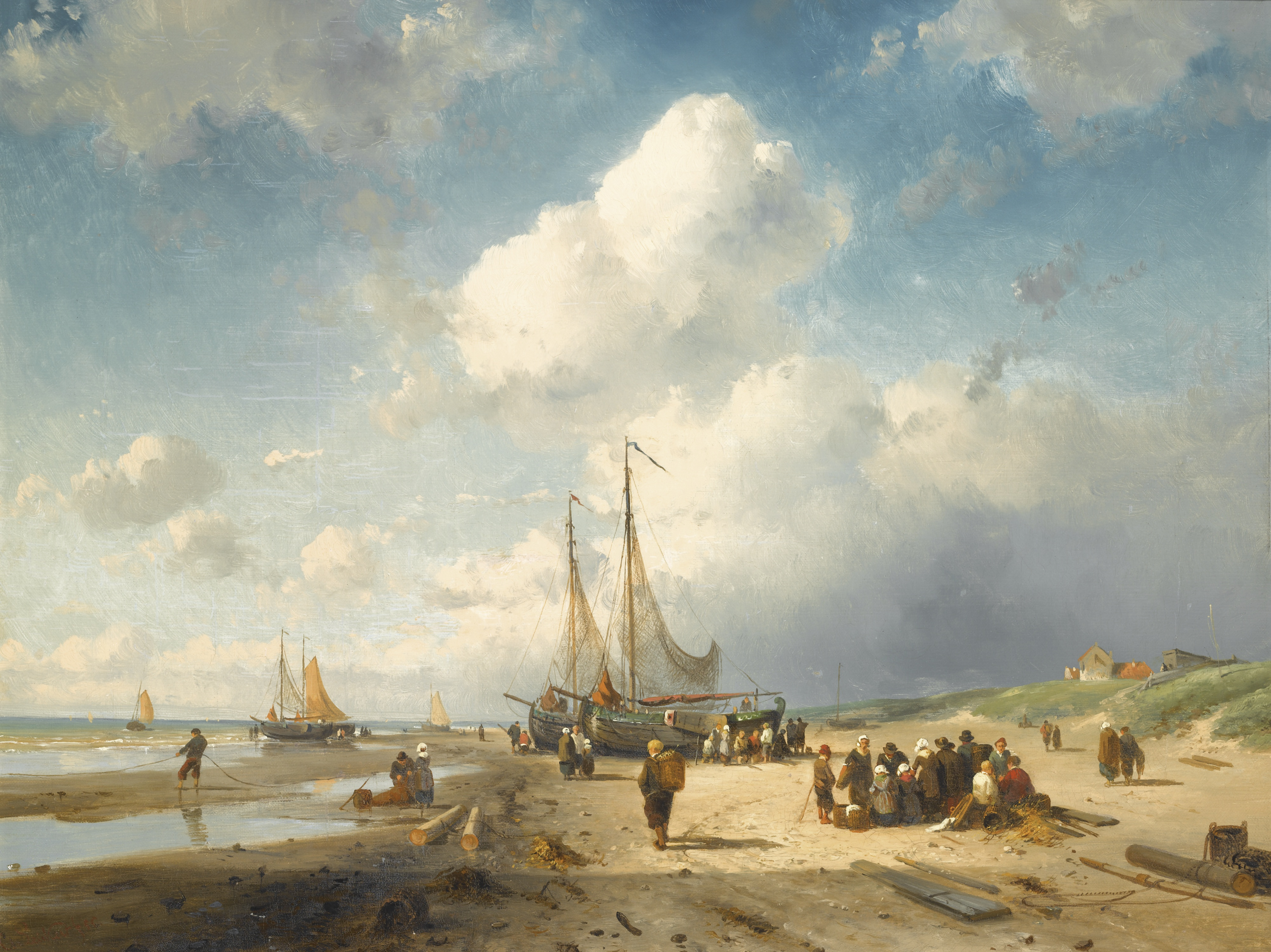
Strand met vissers, 1855
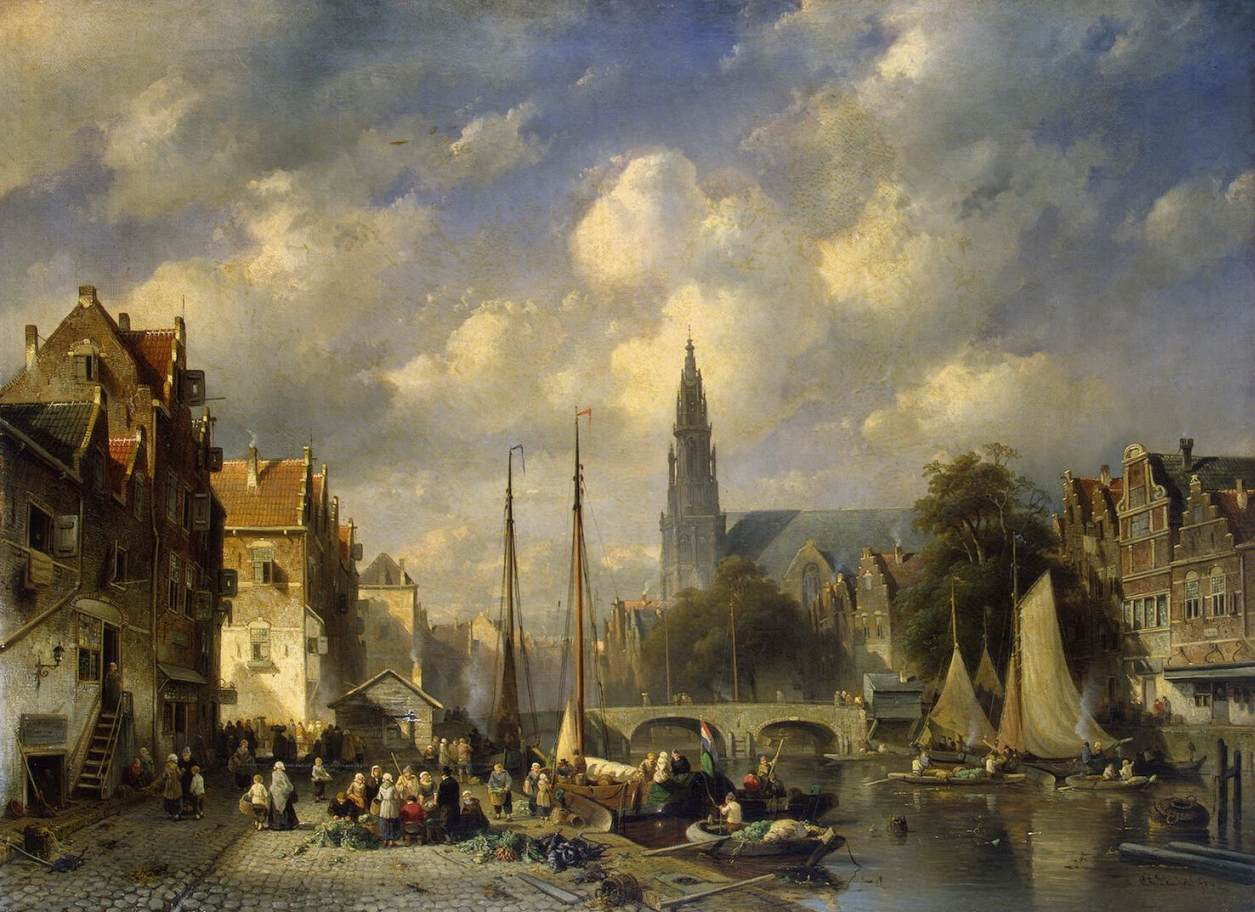
Stadslandschap, 1856
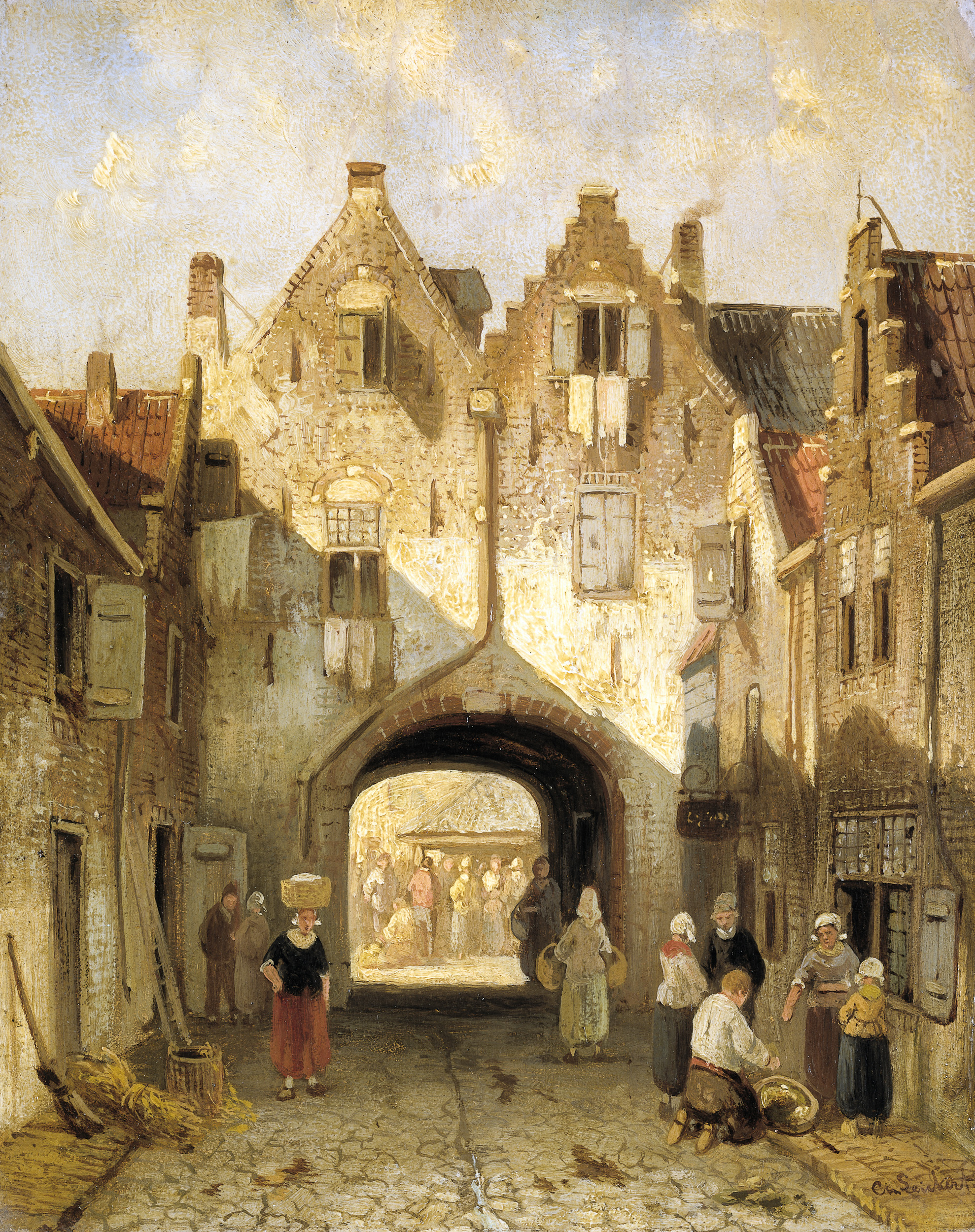
De oude poort
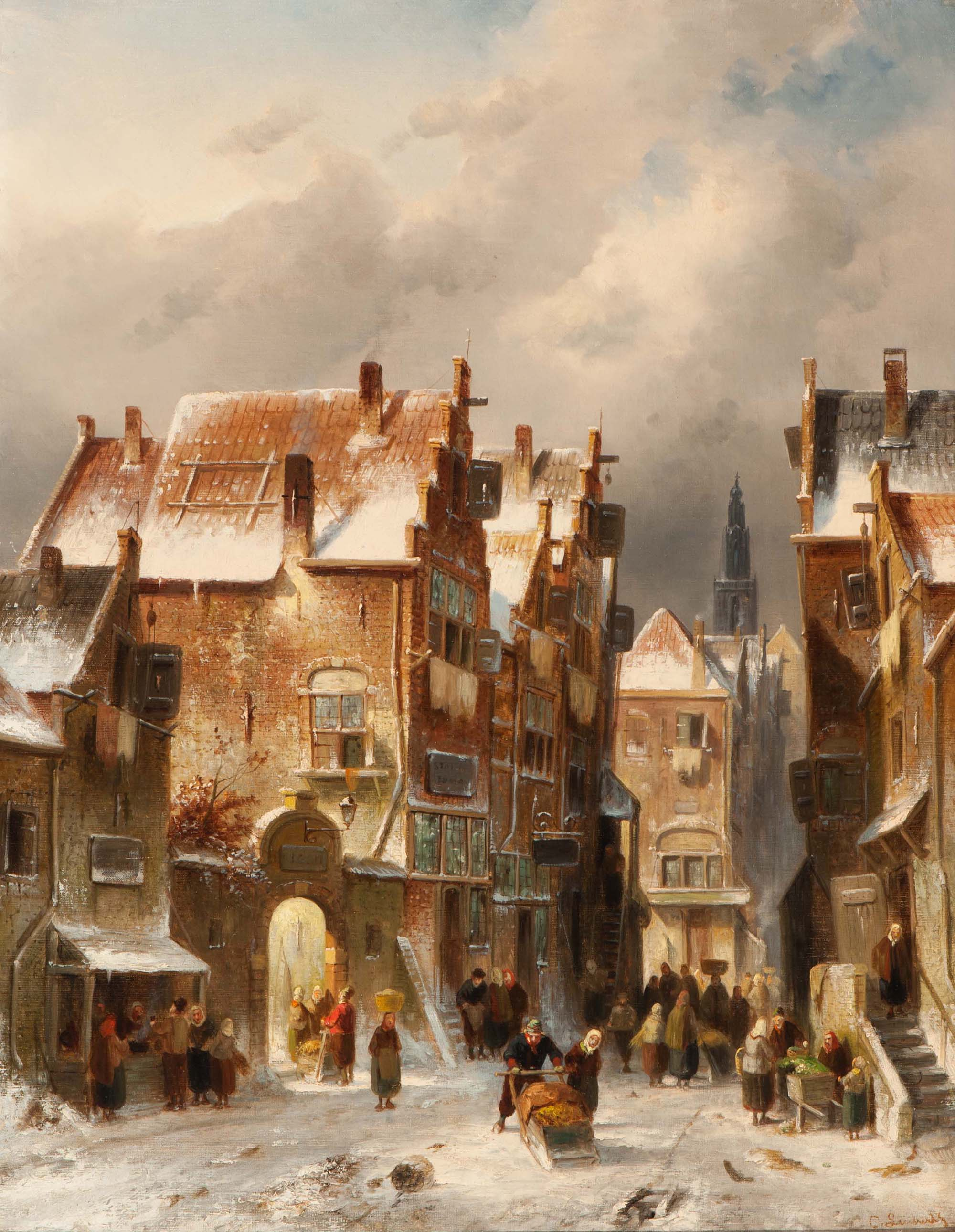
Besneeuwd straatje te Haarlem
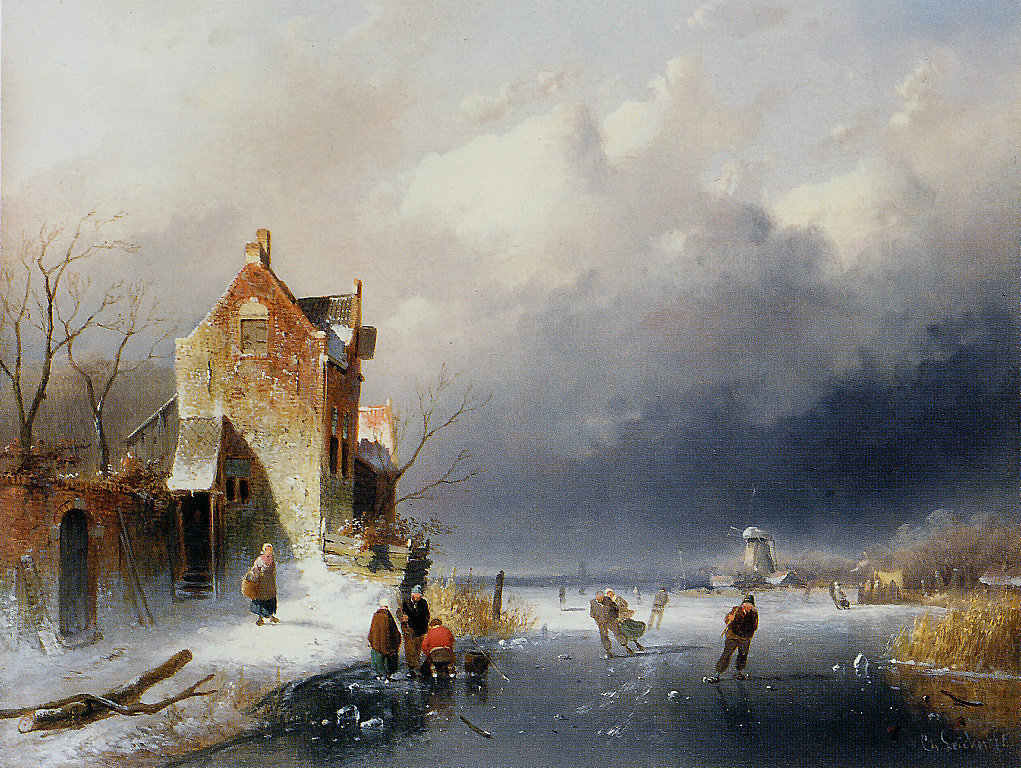
Stadsgezicht in winter met schaatsers op het ijs